# Bonacossa Borri
Bonacossa Borri (Bonacosa, Bonaccossa vagy Bonacosta néven is ismert; Milánó, 1254 – Milánó, 1321.  január 13.) Milánó társuralkodónője I. Matteo Visconti nejeként, 1294 és 1302 között, majd 1311-től 1321-ben bekövetkezett haláláig.

## Élete
Bonacossa apja Squarcino Barri (1230–1277) a Milánóból száműzött, Viscontiakhoz hűséges nemesek kapitánya volt, amikor a Torreaniak kerültek a lombard főváros élére. Anyja az ismeretlen házból származó Antonia (1236-) volt, miután szülei 1254-ben összeházasodtak.
A Borri család, amely eredetileg Santo Stefano Ticino település hűbérura volt néhány közeli Corbetta földjével együtt, a milánói területek egyik legelismertebb tagja volt, és soraikban egy szenttel, San Monával, a milánói püspöki szék birtokosával büszkélkedhetett.
Ezeknek a kapcsolatoknak köszönhetően, amelyek a milánói uradalom meghódítása után alapvetőnek bizonyultak a Viscontiak hatalmának fenn-tartásához, Bonacossát apja 1269-ben feleségül adta I. Matteo Viscontihoz, Milánó urához.
Férjével társalapítója volt a milánói Sant'Eustorgio-templomban található San Tommaso-kápolnának, ahol a két házastárson kívül Matteo fivérét, III. Umberto Viscontit és néhányat Bonacossa gyermekei közül, úgymint Stefanót és a két lányt Beatricét és Caterinát temették el.
Bonacossa 1321. január 13-án halt meg Milánóban.

## Leszármazottai
Bonacossa és I. Matteo ágyából a következő örökösök születtek:
- Floramonda
- I. Galeazzo (szül. 1277), Milánó ura, aki feleségül vette Beatrice d'Estét
- Beatrice (1280 körül)
- Caterina (1282 körül)
- Luchino (1285 körül) milánói ura, Saluzzói Violantét vette feleségül
- Stefano (szül. 1287 körül), Arona grófja, feleségül vette Valentina Doriát
- Marco (szül. 1289 körül)
- Giovanni (1291 körül), milánói érsek
- Zaccarina (1295 körül)
- Agnese
- Achille

## Bonacossa Borrihoz kapcsolódó műemlékek
- Visconti-kápolna

## Fordítás
- Ez a szócikk részben vagy egészben  a   Bonacossa Borri című olasz Wikipédia-szócikk ezen változatának fordításán alapul.  Az eredeti cikk szerkesztőit annak laptörténete sorolja fel. Ez a jelzés csupán a megfogalmazás eredetét és a szerzői jogokat jelzi, nem szolgál a cikkben szereplő információk forrásmegjelöléseként.